# Obwód zabajkalski
Obwód zabajkalski (ros. Забайкальская область) – jednostka administracyjna Imperium Rosyjskiego i RFSRR w Syberii wschodniej, utworzona ukazem Mikołaja I 11 lipca?/23 lipca 1851 przez wyłączenie okręgów wierchnieudińskiego i nerczyńskiego z guberni irkuckiej i połączenie ich w samodzielny obwód. Stolicą obwodu była Czyta. Zlikwidowany w 1922.
Obwód był położony pomiędzy 49°54′ a 67° szerokości geograficznej północnej i 102°37′ a 121°26′ długości geograficznej wschodniej. Graniczył od zachodu, północnego zachodu i północy z gubernią irkucką (od której oddzielał go Bajkał), od północy z obwodem jakuckim. Na wschodzie graniczył z obwodem amurskim, część wschodniej i południowa granica obwodu była jednocześnie granicą państwową Imperium z Cesarstwem Chińskim (Mandżurią i Mongolią Zewnętrzną).
Powierzchnia obwodu wynosiła w 1897 – 613 000 km². Obwód w początkach XX wieku był podzielony na 8 ujezdów (do 1901 – okręgów).

## Demografia
Ludność, według spisu powszechnego 1897 – 672 037 osób – Rosjan (65,1%), Buriatów (26,7%), Ewenków (4,5%), Żydów (1,2%), Ukraińców, Białorusinów, Mongołów i Chińczyków.

### Ludność w okręgach według deklarowanego języka ojczystego 1897[1]
| Okręg               | Rosjanie | Buriaci | Ewenkowie | Żydzi | Ukraińcy | Mongołowie | Białorusini | Chińczycy |
| ------------------- | -------- | ------- | --------- | ----- | -------- | ---------- | ----------- | --------- |
| Obwód łącznie       | 65,1%    | 26,7%   | 4,5%      | 1,2%  | …        | …          | …           | …         |
| Akszyński           | 86,8%    | 9,8%    | 1,8%      | …     | …        | 1,0%       | …           | …         |
| Barguzinski         | 40,6%    | 44,9%   | 8,3%      | 4,7%  | …        | …          | …           | …         |
| Wierchnieudiński    | 65,0%    | 31,8%   | …         | 1,2%  | …        | …          | 1,1%        | …         |
| Nerczyński          | 94,5%    | …       | …         | 1,6%  | …        | …          | …           | 1,4%      |
| Nerczyńsko-Zawodski | 97,0%    | …       | …         | …     | …        | …          | …           | …         |
| Selengiński         | 37,3%    | 59,6%   | 1,6%      | …     | …        | …          | …           | …         |
| Troickosawski       | 66,4%    | 32,8%   | …         | …     | …        | …          | …           | …         |
| Czytyjski           | 47,1%    | 28,2%   | 18,2%     | 1,4%  | 2,8%     | …          | …           | …         |

10 listopada 1922 przekształcony w gubernię zabajkalską w składzie RFSRR. W 1937 utworzono obwód czytyjski i Agińsko-Buriacki Okręg Autonomiczny w składzie RFSRR, od 1990 Federacji Rosyjskiej. W 2008 obie jednostki administracyjne zostały po referendum połączone w Kraj Zabajkalski w składzie Federacji Rosyjskiej, istniejący do dziś (2013).